# Live at the Checkerboard Lounge, Chicago 1981
Live at the Checkerboard Lounge, Chicago 1981 es un video/álbum en vivo de The Rolling Stones y Muddy Waters, lanzado en 2012.
En noviembre de 1981 los stones se encontraban en su American Tour 1981 la noche del 22 de noviembre decidieron tomarse un breve descanso y decidieron ir al concierto de Muddy Waters en el Checkerboard Lounge. Al verlos entre el público, Waters invitó a Mick Jagger, Keith Richads, Ron Wood y al teclista de las giras Ian Stewart a subir a tocar con el y sus músicos. El DVD está grabado con DTS Surround Sound, Dolby Digital 5.1 y Dolby Digital Stereo, la filmación fue masterizada y digitalizada por Bob Clearmountain, "Live at the Checkerboard Lounge Chicago 1981" fue lanzado el 10 de julio en DVD y CD el 11 de septiembre se lanzó una edición especial con el DVD y dos LPs.

## Lista de canciones

### CD
1. Introductions - 1:44
2. You Don't Have to Go - 5:43
3. Baby Please Don't Go - 11:00
4. Hoochie Coochie Man - 4:18
5. Long Distance Call - 4:49
6. Mannish Boy - 10:25
7. Got My Mojo Workin' - 3:18
8. Next Time You See Me - 11:00
9. One Eyed Woman - 9:44
10. Clouds in My Heart - 6:22
11. Champagne and Reefer - 6:58

### DVD
1. Sweet Little Angel
2. Flip Flop And Fly
3. Muddy Waters Introduction
4. You Don’t Have To Go
5. Country Boy
6. Baby Please Don’t Go
7. Hoochie Coochie Man
8. Long Distance Call
9. Mannish Boy
10. Got My Mojo Working
11. Next Time You See Me
12. One Eyed Woman
13. Baby Please Don’t Go (Instrumental)
14. Blow Wind Blow
15. Champagne & Reefer

## Créditos
- Mick Jagger – voz
- Muddy Waters - voz, guitarra
- Keith Richards – voz, guitarra
- Ronnie Wood – voz, guitarra
- Ian Stewart – piano
- Buddy Guy - voz, guitarra
- Lefty Dizz - voz, guitarra
- Junior Wells - voz, armónica